# 아르프 (몰타)

아르프의 위치

아르프(몰타어: Għarb)는 몰타 고조섬 서부에 위치한 도시로 면적은 4.6km2, 인구는 1,554명(2011년 3월 기준), 인구 밀도는 340명/km2이다.

시기
시 문장